# Antonio Huitzimengari
Don Antonio Huitzimengari (n. ¿1529? - m. entre agosto y septiembre de 1562) fue un aristócrata, gobernador y militar de etnia purépecha al servicio del Imperio español que ostentó diversos cargos administrativos y militares en el virreinato temprano, entre ellos el de último gobernador indígena de toda la provincia de Michoacán, y general de Ejército en la guerra chichimeca.

## Biografía
Antonio Huitzimengari nació en algún momento entre 1526 y 1530 como hijo menor del ya cristiano matrimonio conformado por el último irecha purépecha, Tangáxoan Tzintzicha, quien fue bautizado con el nombre Francisco, y su mujer Guatique Uacujane. Para este momento, el Imperio purépecha subsistía dentro del Imperio español como un vasallo que juraba lealtad a Carlos I de España. Sin embargo, antes de cumplir los 4 años, el presidente de la Real Audiencia Nuño de Guzmán ordenó la ejecución de su padre y desapareció su imperio. Tras la devastación ocasionada por la campaña de Guzmán, Antonio y su hermano mayor Francisco Tariácuri fueron tutelados por frailes franciscanos mientras la regencia del desmantelado imperio fue repartida entre el oidor Vasco de Quiroga y el noble Pedro Panza Cuinierángari.
Durante la Guerra chichimeca, se puso a las órdenes del virrey Antonio de Mendoza, y realizó una leva en sus dominios con la que levantó un notable contingente de hasta 1200 guerreros purépechas que empleó para combatir contra los guachichiles en el norte, protegiendo así la Ruta de la Plata que iba desde Ciudad de México hasta Zacatecas y que pasaba por sus dominios, acciones que le valieron un gran reconocimiento tanto por parte de las autoridades virreinales como de los soldados españoles, que halagaban el buen trato y hospitalidad que encontraban a su paso por la provincia de Michoacán.
Tras la muerte de su hermano Francisco Tariácuri en 1545, Huitzimengari fue jurado como gobernador de la provincia de Michoacán, que gobernaba en compañía de una corte propia, de una manera un tanto similar a los tiempos en los que reinaba su padre el irecha Tangáxoan II. Tras su muerte, acaecida en 1562 probablemente en Pátzcuaro y a la temprana edad de 33 años, el gobierno de la provincia de Michoacán por gobernantes dinásticos de los uacúsecha acabó de manera definitiva; aunque alguno de sus hijos heredaron cacicazgos, ninguno conseguiría volver a ostentar el mando sobre todo Michoacán. 
| Predecesor: Francisco Tariácuri | Gobernador de Michoacán 1545-1562 | Sucesor: Cabildo de naturales |